# Wojna w Saharze Zachodniej
Wojna w Saharze Zachodniej – wojna między niepodległościową organizacją Ludowy Front Wyzwolenia As-Sakijja al-Hamra i Rio de Oro reprezentującą interesy Sahary Zachodniej a wojskami marokańskimi, a wcześniej również francuskimi i mauretańskimi. Do wybuchu wojny doszło na skutek wycofania się Hiszpanów z terytoriów tzw. Sahary Hiszpańskiej.

## Geneza
Sahara Zachodnia pierwotnie była kolonią hiszpańską zwaną Saharą Hiszpańską. Maroko już w latach 50. próbowało zbrojnie opanować region angażując się w wojnę o Ifni, próba  spotkała się jednak ze znacznym oporem hiszpańskich wojsk kolonialnych wspartych również przez oddziały Francji na skutek czego wojska marokańskie zostały zmuszone do odwrotu. W następnych latach ludność Sahrawi (mieszkańcy Sahary Zachodniej) próbowała zorganizować ruch niepodległościowy, który byłby w stanie oderwać kraj od Hiszpanii. W 1966 powstał Ruch Wyzwolenia dążący do utworzenia niepodległego państwa zachodniosaharyjskiego. Kulminacyjnym działaniem niepodległościowców była nieudana intifada Zemla z 1970, w której Sahrawi starli się z oddziałami hiszpańskimi. W 1973 Sahrawi podjęli kolejną próbę organizacji i utworzyli niepodległościowy Front Polisario (właściwie Ludowy Front Wyzwolenia As-Sakijja al-Hamra i Rio de Oro), który podjął się zbrojnych działań wymierzonych w administracje kolonialną. Dwa lata później schorowany dyktator Hiszpanii Francisco Franco zgodził się na wycofanie z kraju i zorganizowanie referendum niepodległościowego.

## Przebieg
Marokański król Hasan II wykorzystał moment słabości Hiszpanii i zmobilizował 300 tys. cywilów, którzy przekroczyli zieloną granicę z Saharą Hiszpańską w geście poparcia dla zgłaszanych przez Maroko roszczeń do tego terytorium. Hiszpanie, postawieni przed perspektywą wojny z Marokiem, wycofali się z planów przeprowadzenia referendum i zrzekli się praw do kolonii. W rezultacie Sahara Hiszpańska została podzielona na dwie części – północną pod kontrolą marokańską i południową, którą zajęła Mauretania. Front Polisario nie uznał zajęcia kraju i rozpoczął zbrojną kampanię wojskową przeciw okupantom. W 1976 działacze Frontu Polisario na kontrolowanych przez siebie terenach ogłosili niepodległość kraju pod nazwą Saharyjska Arabska Republika Demokratyczna, w odpowiedzi Marokańczycy kontynuowali kampanię przeciwko siłom Frontu a ponadto rozpoczęli bombardowania obiektów cywilnych za pomocą napalmu w których zginęły tysiące Saharyjczyków. W zbrojną kampanię przeciwko Polisario wdał się prezydent Mauretanii Muchtar wuld Dadda oraz Francja, która w latach 1977–1978 prowadziła operację Lamantin skierowaną przeciw partyzantom. Front Polisario został wsparty przez skonfliktowaną z Marokiem Algierię oraz Libię. Wojska algierskie w 1976 stoczyły z wojskiem marokańskim bitwę o Amgalę w której udział wzięło 400 algierskich żołnierzy.
W 1979 po wojskowym puczu z wojny wycofała się Mauretania. Prezydent Muhammad Chuna uld Hajdalla wycofał wojska z południowego Rio de Oro i uznał Polisario za reprezentanta ludności Sahrawi, co doprowadziło do zaognienia stosunków z Marokiem. W 1984 rząd Hajdalli oficjalnie uznał niepodległość Sahary Zachodniej. W latach 80. wsparcie finansowe i techniczne dla osamotnionego w walce Maroka płynęło z Arabii Saudyjskiej, Stanów Zjednoczonych i Francji.

## Zakończenie konfliktu
Do końca lat 80. Front Polisario zdołał wyprzeć Marokańczyków na wybrzeża Oceanu Atlantyckiego i opanować około 15% terytorium Sahary Zachodniej. Walki stanęły w miejscu na skutek czasowej normalizacji relacji algiersko-marokańskich na skutek czego Front Polisario stracił dostawcę broni, jakim był algierski rząd. We wrześniu 1991 wojnę zakończył rozejm między Frontem Polisario a rządem Maroka. Obecnie trwa zawieszenie broni, jednak żadna ze stron konfliktu nie odstępuje od swoich roszczeń. Według różnych źródeł w wojnie zginęło od 10 do 20 tysięcy osób. Od 1991 celem stabilizacji Sahary Zachodniej i doprowadzenia do referendum działa MINURSO stanowiąca misję pokojową ONZ. Decyzja o jej powołaniu do życia została zawarta w rezolucji Rady Bezpieczeństwa ONZ nr 690.
Złamaniem zawieszenia broni jest trwający od 2020 roku konflikt o Al-Karkarat, będący konfliktem o niskiej intensywności.